# Zigera disticta
Zigera disticta är en fjärilsart som beskrevs av Bethune-Baker 1909. Zigera disticta ingår i släktet Zigera och familjen nattflyn. Inga underarter finns listade i Catalogue of Life.